# Limianos de Sanabria
Limianos de Sanabria (en senabrés Llimianos) es una localidad española del municipio de Cobreros, en la provincia de Zamora, comunidad autónoma de Castilla y León.

## Geografía
Se encuentra ubicado en la comarca de Sanabria, al noroeste de la provincia. Pertenece al municipio de Cobreros, junto con las localidades de: Avedillo de Sanabria, Barrio de Lomba, Castro de Sanabria, Cobreros, Quintana de Sanabria, Riego de Lomba, San Martín del Terroso, San Miguel de Lomba, San Román de Sanabria, Santa Colomba de Sanabria, Sotillo de Sanabria y Terroso.
Limianos se encuentra situado en pleno parque natural del Lago de Sanabria, el mayor lago de origen glaciar de la península ibérica, además de un espacio natural protegido de gran atractivo turístico.

## Historia
Los primeros vestigios de poblamiento humano en el entorno de la localidad datan de época romana, ya que se han encontrado vestigios de la misma en el lugar llamado Peña de la Torre.
Posteriormente, en la Edad Media, el espacio que ocupa Limianos quedó integrado en el Reino de León, siendo su fundador o sus primeros pobladores originarios de la Comarca de La Limia, en Galicia, hecho debido al cual dieron a la localidad el nombre del gentilicio de su tierra de origen. En este sentido, se mantiene la creencia de que el pueblo fue fundado por orden de un abad del Monasterio de San Martín de Castañeda que era procedente de dicha comarca gallega.
En la Edad Moderna, Limianos fue una de las localidades que se integraron en la provincia de las Tierras del Conde de Benavente y dentro de esta en la receptoría de Sanabria. No obstante, al reestructurarse las provincias y crearse las actuales en 1833, la localidad pasó a formar parte de la provincia de Zamora, dentro de la Región Leonesa, quedando integrado en 1834 en el partido judicial de Puebla de Sanabria.
Finalmente, en torno a 1850, el antiguo municipio de Limianos de Sanabria se integró en el de Cobreros.

## Demografía
El número de habitantes ha ido descendiendo de modo paulatino desde la mitad del siglo XX, llegando a los 12 habitantes en 2024 según el INE.

## Arquitectura
Desde el punto de vista arquitectónico cabe destacar la iglesia de San Tirso situada en una colina en la parte superior del pueblo. Aunque ciertos investigadores han coincidido en datar sus construcción en el siglo XV, lo cierto es claramente se aprecia que al menos parte de esta se remonta al mismo siglo XII, tal vez al mismo momento de la aparición del poblado. Dentro de lo que respecta a este periodo se encuentran el los muros iniciales y el paredón de occidente. De este paredón es interesante una típica espadaña del románico final del entorno del XIII.
Puede pasar, sin embargo, inadvertido el delicado detalle de ``La puerta de los judíos´´ situada en el cementerio y que daba acceso a la nave lateral antes de ser tapiada hace varios cientos de años. Se trata de una clara evidencia románica con decoración de columnillas que mantienen un arco romano decorado con esferas. Este nombre no hace más que atestiguar la presencia de una comunidad judía numerosa en Sanabria, y por supuesto en Limianos, que una vez convertidos harían uso de un espacio reservado en el templo y accederían por esta puerta anterior.
Sobre parte de la construcción románica de mampostería y pequeños sillares se eleva un templo gótico de grandes sillares del siglo XV que constituye el grueso de la construcción que actualmente se observa, lo que queda patente por la existencia del hueco del arco apuntado de la puerta, tapiado y sobre el que se realizó un arco de estilo renacentista.
Nuevamente sobre el edificio gótico se asienta una construcción de sillería de la última reforma llevada a cabo en el siglo XVII a juzgar por la inscripción existente en el alero, prácticamente ilegible por efecto de la erosión. A esta reforma pertenece el actual diseño del remate y la techumbre, la galería de arcos semicirculares de la nave lateral sostenidos por columnas y la columnata del porche. Estas columnas de influencia toscana son las más representativas del estilo renacentista castellano. Posiblemente durante este periodo se construyó la sacristía con un característico ventanuco lobulado.
En el interior, resulta llamativo el altar dieciochovesco barroco casi cercano al rococó sobredorado y con una vívida policromía. El altar está coronado por la representación de San Tirso portando los instrumentos con los que fuera torturado (mártir de época romana al que se le serró el cuello). También destaca una pila de bautismos posiblemente románica, con una decoración característicamente tosca.
Aunque oculta en la nave lateral, no se debe olvidar la representación de la Santísima Trinidad. Se trata de una obra conceptualmente excepcional y singular, que ha sido recientemente restaurada y ha formado parte de la exposición ``Las Edades del Hombre´´. Se atribuye al Gil de Siloé (siglo XVI). En ella Las Tres Personas se encuentran en forma humana cual rededor de una mesa, aunque presenta una gran estaticidad.

## Leyendas
No menos excepcional es el milagro del cojo de Sotillo acontecida a principios del siglo XX y que posiblemente alguno de los lugareños podrá narrar al visitante.
El hombre posiblemente había sufrido algún tipo de accidente médicamente atestiguado que le impedía realizar el Servicio Militar. Sin embargo, caminando de Sotillo hacia Limianos por el camino que pasa justo a la falda de la colina del templo y al verlo invocó la ayuda de San Tirso. El benevolente santo obró el milagro de que en ese instante soltara las muletas con las que a duras penas andaba y llegara a Limianos recuperado. La noticia se extendió rápidamente por la comarca y supuso que el protagonista, a su pesar, tuviera que cumplir sus obligaciones militares. Para recuerdo de esta curación las muleta están expuestas en la parte posterior del templo, junto al confesionario.

## Hijos ilustres
En el cementerio de la iglesia de San Tirso se encuentra enterrado un ilustre vecino, Don Antonio Núñez Rodríguez (1917-2002). Durante 40 años desempeñó la carrera militar, más de la mitad de ellos como profesor de Matemáticas y Física en la Academia General Militar de Zaragoza, obteniendo diversas distinciones. Fue condecorado con la Cruz y Placa de la Real y Militar Orden de San Hermenegildo. 